# جورج جاكسون (مخرج)
جورج جاكسون (بالإنجليزية: George Jackson)‏ هو مخرج أمريكي، ولد في 6 يناير 1958 في هارلم في الولايات المتحدة، وتوفي في 10 فبراير 2000 في نيويورك في الولايات المتحدة.

## وصلات خارجية
- جورج جاكسون على موقع IMDb (الإنجليزية)
- جورج جاكسون على موقع ألو سيني (الفرنسية)
- جورج جاكسون على موقع ميوزك برينز (الإنجليزية)
- جورج جاكسون على موقع أول موفي (الإنجليزية)
- جورج جاكسون على موقع قاعدة بيانات الأفلام السويدية (السويدية)
- جورج جاكسون على موقع قاعدة بيانات الفيلم (الإنجليزية)
- جورج جاكسون على موقع كينوبويسك (الروسية)